# Скажи, не молчи
Скажи, не молчи е четвърти сингъл на руската поп-група Серебро. Песента е третата поред за Серебро, оглавила руските класации.

## Обща информация
„Скажи, не молчи“ е издаден като четвърти и последен сингъл от дебютния албум „ОпиумRoz“. Написана и продуцирана от Максим Фадеев, който продуцира всички студийни албуми и техните сингли (с изключение на „Song Number 1“). Песента е последна с Марина Лизоркина, която напуска поради финансови и лични причини на 18 юни 2009 г.
Тогава по-късно песента е презаписана, за да включва вокалите на новия член на групата Анастасия Карпова. Презаписаният сингъл не е пускан по радио или албум, но е включен в EP-то на групата „Избранное“, като ремикс.

## Позиции в класациите
| Класация        | Най-добра позиция |
| --------------- | ----------------- |
| Русия (TopHit)  | 1                 |
| Москва (TopHit) | 1                 |